# Sambucus ebulus
Sambucus ebulus, el saúco menor o yezgo, es una especie herbácea de las adoxáceas, nativa del sur y centro de Europa, y del sudoeste de Asia. 

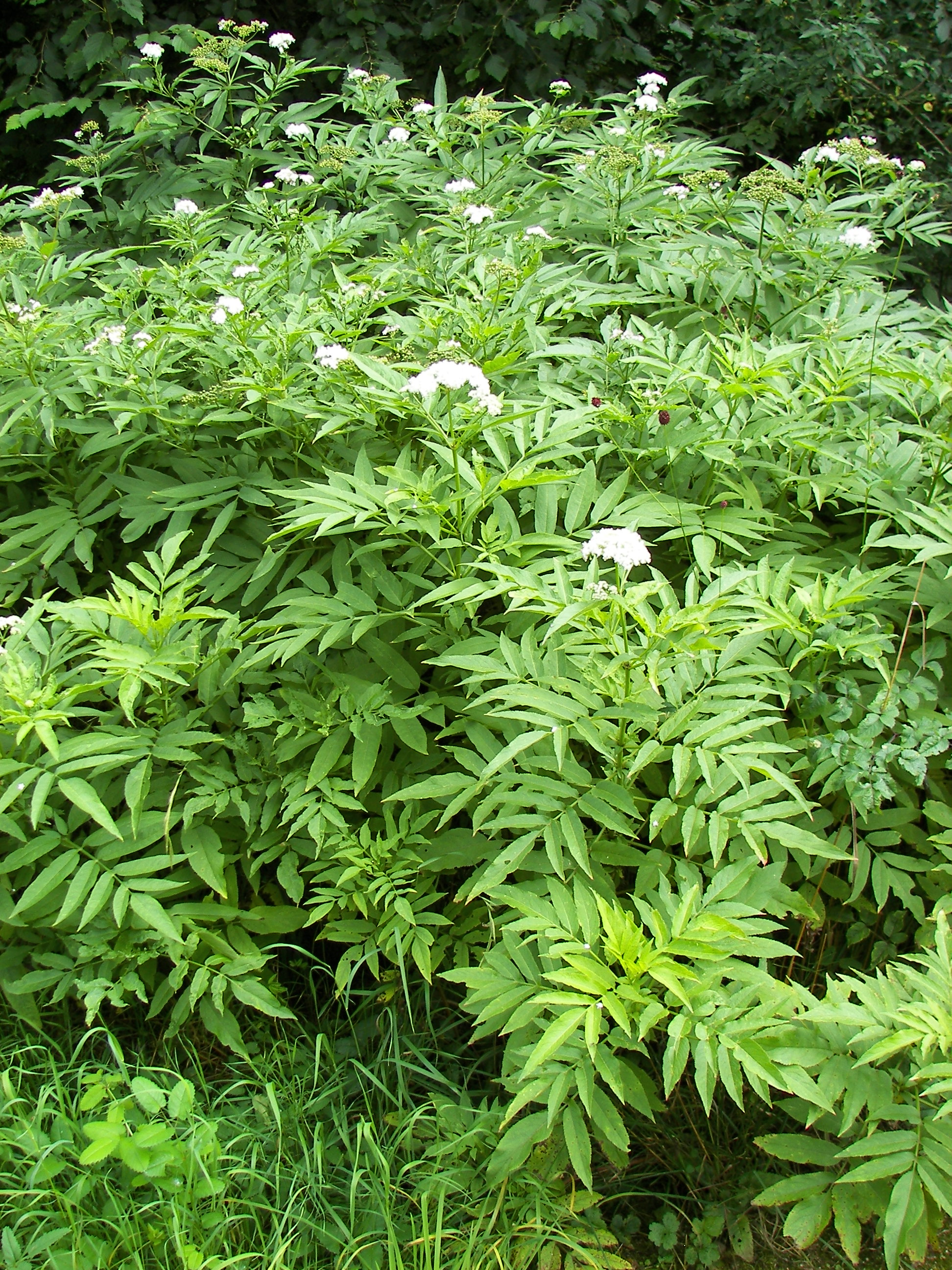
Vista de la planta.

## Características
Crece hasta 1-2,5 m de altura, con tallos erectos, usualmente sin ramas, en grandes grupos por un extendido y perenne sistema de rizomas subterráneos. Las hojas son opuestas e imparipinnadas de 15-30 cm de longitud, con 5-13 folíolos de borde aserrado con aroma fétido. Los tallos terminan en un corimbo de 10-15 cm de diámetro con numerosas flores blancas de olor agradable(ocasionalmente rosas). El fruto es una baya, de color negro, pequeña y globosa de 5-6 mm de diámetro. Los frutos verdes son se caracterizan por ser muy tóxicos.

## Usos
Posee propiedades sudoríficas, diuréticas y laxantes.

## Taxonomía
Sambucus ebulus fue descrita por  Carlos Linneo y publicado en Species Plantarum 1: 269. 1753.
Etimología
Sambucus: nombre genérico que deriva de la palabra griega sambuke de un instrumento musical hecho de madera de saúco y un nombre usado por Plinio el Viejo para un árbol posiblemente relacionado con el saúco.
ebulus: epíteto
sinonimia
- Sambucus   paucijuga Steven   [1848]
- Sambucus humilis Mill. [1768]
- Sambucus deborensis Kosanin
- Sambucus herbacea Stokes [1812]
- Ebulum humile Garcke[4]

## Nombre común
- Castellano: actea, avileño, ayebo, biezgo, borrachera, ébulo, chavos, diergo, enzo, ñezgo, hediondo, jambú, matapulgas, mielgo, negrillo, negrillos, negruchos, sabuco, saúco, saúco blanco, saúco menor, sanguillo, saúco, saúco menor, saúco pequeño, sauquillo, urgues, uvas de perro, venenazo, yebo, yedgo, yego, yelgo, yergato, yergo, yero, yesgo, yezgo, yezgos, yubo.[5]